# Teresa Oteo
Teresa Oteo (nacida el 18 de septiembre de 1970 en Madrid, España) es una escritora y editora española.   Es conocida por sus múltiples antologías de microrrelatos, novelas, poemarios y por sus trabajos editoriales en su editorial Descentrados.

## Biografía
Nació en Madrid. Estudió magisterio en la Universidad Complutense de Madrid en las especialidades de Filología Inglesa y Educación Infantil. Ha ejercido como docente desde 1995 hasta la actualidad en centros públicos de la Comunidad de Madrid, y desde 2012 lo compagina con su faceta de escritora y editora. Comenzó escribiendo en blogs y, con el paso del tiempo, empezó a participar en varios certámenes literarios, especializándose en el microrrelato.
Participó en varias antologías de microrrelatos y, más adelante, empezó a publicar obras en solitario, desde microrrelatos hasta novela, pasando también por cuentos infantiles. También ha realizado correcciones y otros trabajos editoriales, primero en la editorial Playa de Ákaba y, más adelante, fundó su propio sello editorial, Descentrados, junto a Ángel Lara Navarro.

## Obra
Estas son todas las obras publicadas por Teresa Oteo, en solitario y como participante en antologías:

### Publicaciones

#### 2014
- Orbis verbum: un giro de compás. Antología de relatos y poemas. Publicada por Editorial Universo en abril de 2014.

#### 2015
- Cuentos sin Miedo. Colección de cuatro cuentos infantiles, publicados por Ediciones Editamás en febrero de 2015:
  - Frambuesa la vampiresa
  - Los problemillas de Lucrecia
  - Un cuento de miedo
  - Tifón, un dragón diferente
- Nada es lo que parece (novela) Ediciones Editamás. Noviembre de 2015.

#### 2016
- Desgarros del alma. Poemario. Editorial Playa de Ákaba. 2016.
- Besos. Cuento infantil publicado por Playa de Ákaba en octubre de 2016 (primera edición) y diciembre de 2016 (segunda edición).

#### 2017
- Fundido en negro. Antología de relatos. Editorial Playa de Ákaba. Primera edición noviembre de 2016. Segunda edición mayo de 2017.
- Cuando sabes que estás muerta. Poemario homenaje a Amy Winehouse.[6] Editorial Playa de Ákaba 2017.
- Permiso para vivir. Poemario en coautoría con el poeta Josep Piella. Playa de Ákaba 2017.

### Antologías y colaboraciones

#### 2012
- Participación en la antología de relatos Crónicas de la muerte dulce, basada en la profecía maya del  fin del mundo. Publicada por Obrapropia en diciembre de 2012.
- Participación en la antología de relatos Porciones creativas publicada por Diversidad Literaria en diciembre de 2012.

#### 2013
- Participación en la antología de relatos Érase una vez un microcuento publicada por Diversidad Literaria en  mayo de 2013.

#### 2014
- Participación en la antología de relatos Pluma, tinta y papel II publicada por Diversidad Literaria en enero de 2014.
- Participación en la antología de microrrelatos Érase una vez un microcuento II publicada por Diversidad Literaria en julio de 2014.
- Participación en la antología de poesía Versos en el aire III publicada por Diversidad Literaria en septiembre de 2014.
- Participación en la antología de microrrelatos eróticos Sensaciones y sentidos publicada por Diversidad Literaria en octubre de 2014.
- Participación en la antología de microrrelatos Microterrores publicada por Diversidad Literaria en noviembre de 2014.

#### 2015
- Participación en la antología de poemas Versos desde el corazón publicada por Diversidad Literaria en enero de 2015.
- Participación en la antología internacional  de relatos de terror Amentia publicada en Amazon en febrero de 2015.
- Participación en la antología de relatos Inspiraciones nocturnas publicada por Diversidad Literaria en febrero de 2015.
- Participación en la antología de poemas Versos en el aire IV publicada por Diversidad Literaria en mayo de 2015.
- Participación en la antología de microrrelatos La primavera…la sangre altera II publicada por Diversidad Literaria en mayo de 2015.
- Participación en la antología de poemas Tragedias poéticas publicada por Diversidad Literaria en junio de 2015.
- Participación en la antología de poemas Poesía erótica publicada por Diversidad Literaria en julio de 2015
- Participación en la antología internacional de relatos de terror H publicada en Amazon  en agosto de 2015.
- Participación en la antología de microrrelatos eróticos Sensaciones y sentidos II publicada por Diversidad Literaria en agosto de 2015.
- Participación en la antología de poemas Luz de Luna publicada por Diversidad Literaria en septiembre de 2015.
- Participación en la antología de relatos Porciones del alma, publicada por Diversidad Literaria en septiembre de 2015.
- Participación en la antología de relatos de fantasía, ciencia ficción y terror Todo es posible, publicada por Ediciones Editamás en octubre de 2015.
- Participación en la antología de microrrelatos Microfantasías, publicada por Diversidad Literaria en noviembre de 2015.
- Participación en la antología de poemas Libripedia, publicada por Diversidad Literaria en diciembre de 2015.

#### 2016
- Participación en la antología de relatos Cuentos de Navidad volúmenes I y II publicada por la editorial Playa de Ákaba en diciembre de 2015 y 2016 respectivamente.
- Participación en la antología de poemas Versos desde el corazón II publicada por Diversidad Literaria en enero de 2016.
- Participación en la antología de microrrelatos Microterrores II publicada por Diversidad Literaria en enero de 2016.
- Participación en la antología de micros Ellas publicada por Diversidad Literaria en enero de 2016.
- Participación en la antología de relatos Kalpa 16: Ecos de Bécquer publicada por Editorial Suseya en 2016.
- Participación en la antología de relato breve El búnker Z publicada por Diversidad Literaria en 2016.
- Participación en el  volumen IV de Generación Subway: homenaje a Edgar A.Poe, publicada por Playa de Ákaba en mayo de 2016.
- Participación en la antología Mensajes en una botella publicada por Playa de Ákaba en junio de 2016.
- Participación en Ángel de nieve, recopilación de relatos eróticos publicada por Playa de Ákaba en julio de 2016.
- Participación en el V volumen de Generación Subway: Espíritu de jazz publicado por Playa de Ákaba en agosto de 2016.
- Participación en el libro de entrevistas Hablar de libros es bueno publicado por Playa de Ákaba en septiembre de 2016.
- Participación en la antología Ulises en la Isla de Wight, publicada por Playa de Ákaba en septiembre de 2016.
- Participación en Crímenes callejeros, antología de relatos policíacos publicada por Playa de Ákaba en octubre de 2016.
- Participación en la antología Personajes de novela publicada por Playa de Ákaba en noviembre de 2016.
- Participación en la antología El oasis de los miedos publicada por Playa de Ákaba en noviembre de 2016.
- Participación en la antología No me silencies, escúchame publicada por Playa de Ákaba en noviembre de 2016.

#### 2017
- Participación de la antología de relato breve y poesía Semillas de bosque publicada por Playa de Ákaba en enero de 2017.
- Participación en la antología de relato breve Breves carcajadas publicada por Diversidad Literaria en marzo de 2017.
- Participación en la antología Ulises en el Festival de Cannes publicado por Playa de Ákaba en abril de 2017.
- Participación en la antología Mujeres sin Edén (homenaje a Gloria Fuertes) publicada por Playa de Ákaba en mayo de 2017.

## Actividad editorial
Aquí se recoge toda la actividad como editora de Teresa Oteo:

#### 2014
- Colaboradora externa de la editorial Playa de Ákaba desde 2014 hasta 2017.

#### 2015
- Miembro de la Junta Directiva de la Asociación Literaria de Fantasía, Ciencia Ficción y Terror de Castilla y León hasta 2017.
- Coordinadora y organizadora de la I y II edición de la Convención de Fantasía, Ciencia  Ficción y Terror de Castilla y León (CyLcon) en Valladolid en noviembre de 2015 y 2016.
- Cuentacuentos infantiles en centros escolares de Educación Infantil y Primaria, bibliotecas y librerías.
- Talleres de Escritura Creativa para jóvenes y adultos.
- Charlas y ponencias como autora en el clubs de lectura, talleres literarios, bibliotecas, centros escolares…
- Talleres de Escritura Creativa en centros de adultos, bibliotecas y online
- Coordinadora y editora del proyecto internacional  Umbral a la locura, antología de relatos de terror que publica Ediciones Editamás en noviembre de 2015.

#### 2016
- Antóloga del volumen IV de Generación Subway: homenaje a Edgar A. Poe, publicada por Playa de Ákaba en mayo de 2016.
- Antóloga y coordinadora de Ángel de nieve, recopilación de relatos eróticos publicada por Playa de Ákaba en julio de 2016.
- Antóloga y coordinadora de la antología recopilación Generación Subway Hub: homenaje a Jorge Luis Borges publicada por Playa de Ákaba en septiembre de 2016.
- Antóloga y coordinadora de Crímenes callejeros, antología de relatos policíacos publicada por Playa de Ákaba en octubre de 2016.
- Antóloga del volumen VI de Generación Subway: Tainted love, publicada por Playa de Ákaba en diciembre de 2016.
- Organizadora, participante y ponente en la III y IV edición del Festival Carboneras Literaria en los años 2016 y 2017.

#### 2017
- Organizadora, colaboradora y presentadora de la I y II edición de Passion Book Madrid, evento literario organizado por Playa de Ákaba en 2017.
- Coordinadora de la antología de relato breve y poesía Semillas de bosque publicada por Playa de Ákaba en enero de 2017.
- Antóloga de Ulises en el Festival de Cannes, compilación de relatos cortos en homenaje al cine, publicado por Playa de Ákaba en abril de 2017.
- Antóloga de la recopilación Cosas que nos importan publicada por Playa de Ákaba en abril de 2017.

#### 2018
- Miembro de la Asociación Literaria de Autores de Navalcarnero
- Correctora y editora de  A Macondo se va en línea recta, de David Reche Espada, publicado por Descentrados en 2018.
- Correctora y editora de Razonamor, de Alberto Vicente Monsalve, publicado por Descentrados en 2018.

#### 2019
- Correctora y editora de Remendando alas, de Victoria Embid Ogando, publicado por Descentrados en 2019.
- Correctora y editora de Cometas cruzando el sol, de José Vicente García Torrijos, publicado por Descentrados en 2019.
- Correctora y editora de El paseo de Jaima, de Javier Fernández Jiménez, publicado por Descentrados en 2019.[7]
- Correctora y editora de Imaginación Mental Transitoria, de Gabriel Alonso García (Sancho Valderas), publicado por Descentrados en 2019.

## Premios y reconocimientos
- Finalista en el Certamen de microrrelatos La primavera…la sangre altera, antología publicada por Diversidad Literaria en abril de 2014.
- Finalista en el certamen de microrrelatos Pluma, tinta y papel, antología  publicada por Diversidad Literaria en abril de 2015.